# Церковь Покрова Пресвятой Богородицы (Елизаветинская)
Церковь Покрова Пресвятой Богородицы (Покровский храм) — разрушенный православный храм в станице Елизаветинской Ростовской области

## История
Первоначально в станице была воссоздана перевезённая из Аксайской станицы в 1793 году деревянная церковь. Из-за частых наводнений она пришла в негодность, и 1812 году был заложен трёхпрестольный храм в честь Покрова Пресвятой Богородицы, который был построен и освящён спустя 12 лет.

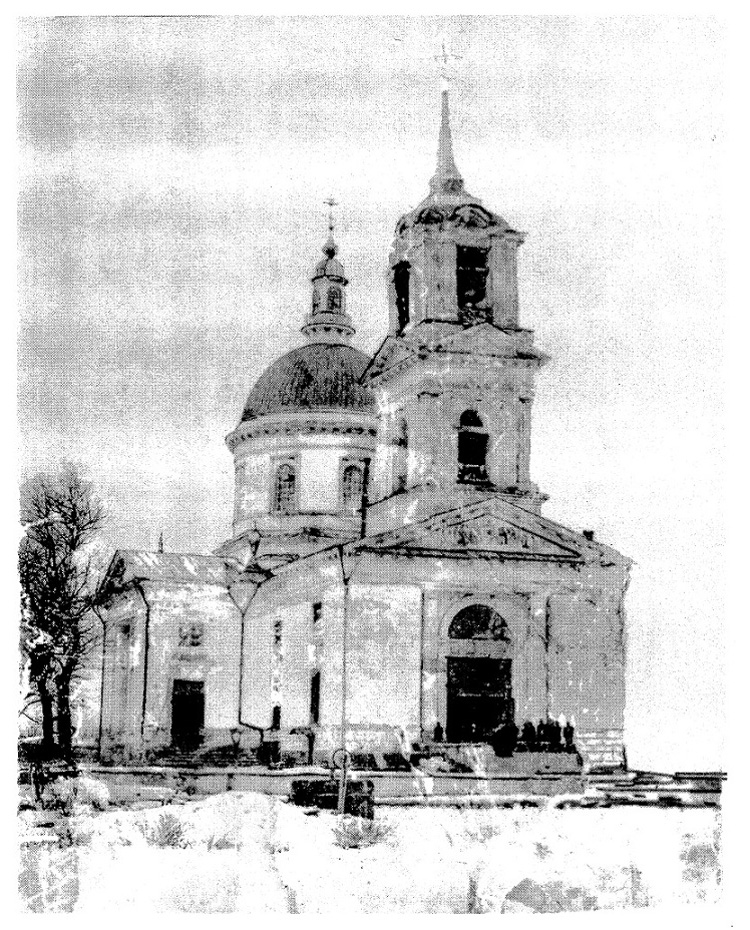
Каменная церковь

Новая Покровская церковь была построена из камня, с колокольней и тремя престолами — Во имя Покрова Божьей Матери, В честь первоверховных апостолов Петра и Павла, В честь Великомученицы Параскевы (Пятницы). Снаружи и изнутри здание храма было оштукатурено, покрыто железом, все главки были окрашены зелёной краской. В вершинах главок церкви и колокольни находились позолоченные шар и крест; Покровская церковь имела восемь колоколов, самый большой колокол весил 546 пудов. За стеклом в киоте находились две грамоты: первая — на бывшую деревянную церковь, подписанная епископом Воронежским Иннокентием; вторая — на новую каменную, выданную епископом Воронежским и Черкасским преосвященным Антонием.
Церковь была уничтожена в 1938 году, и её кирпич использовался для постройки общеобразовательной школы. От церкви сохранился только фундамент. После распада СССР на месте алтаря разрушенного храма была построена часовня Покрова Пресвятой Богородицы.

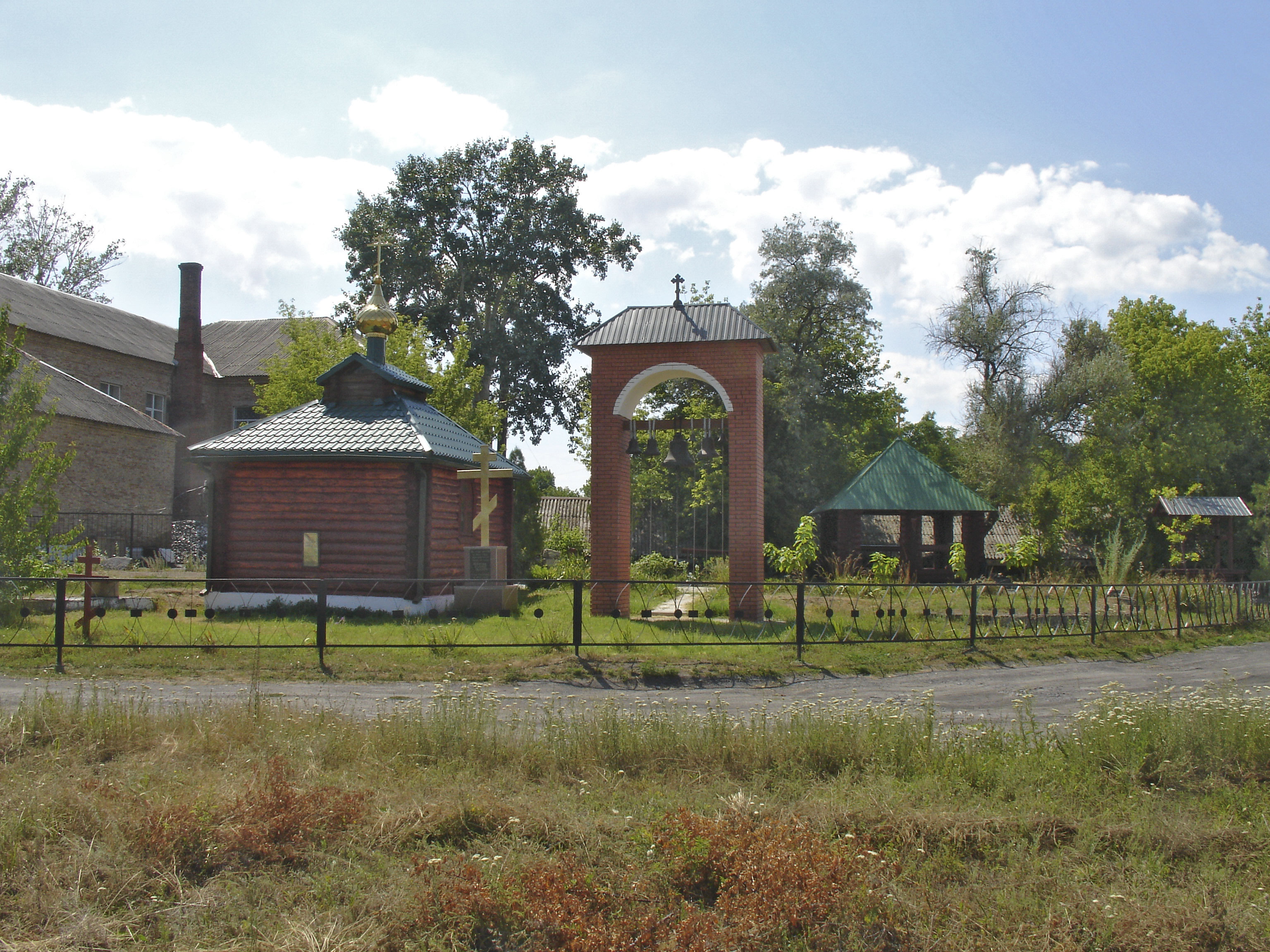
Часовня на месте церкви
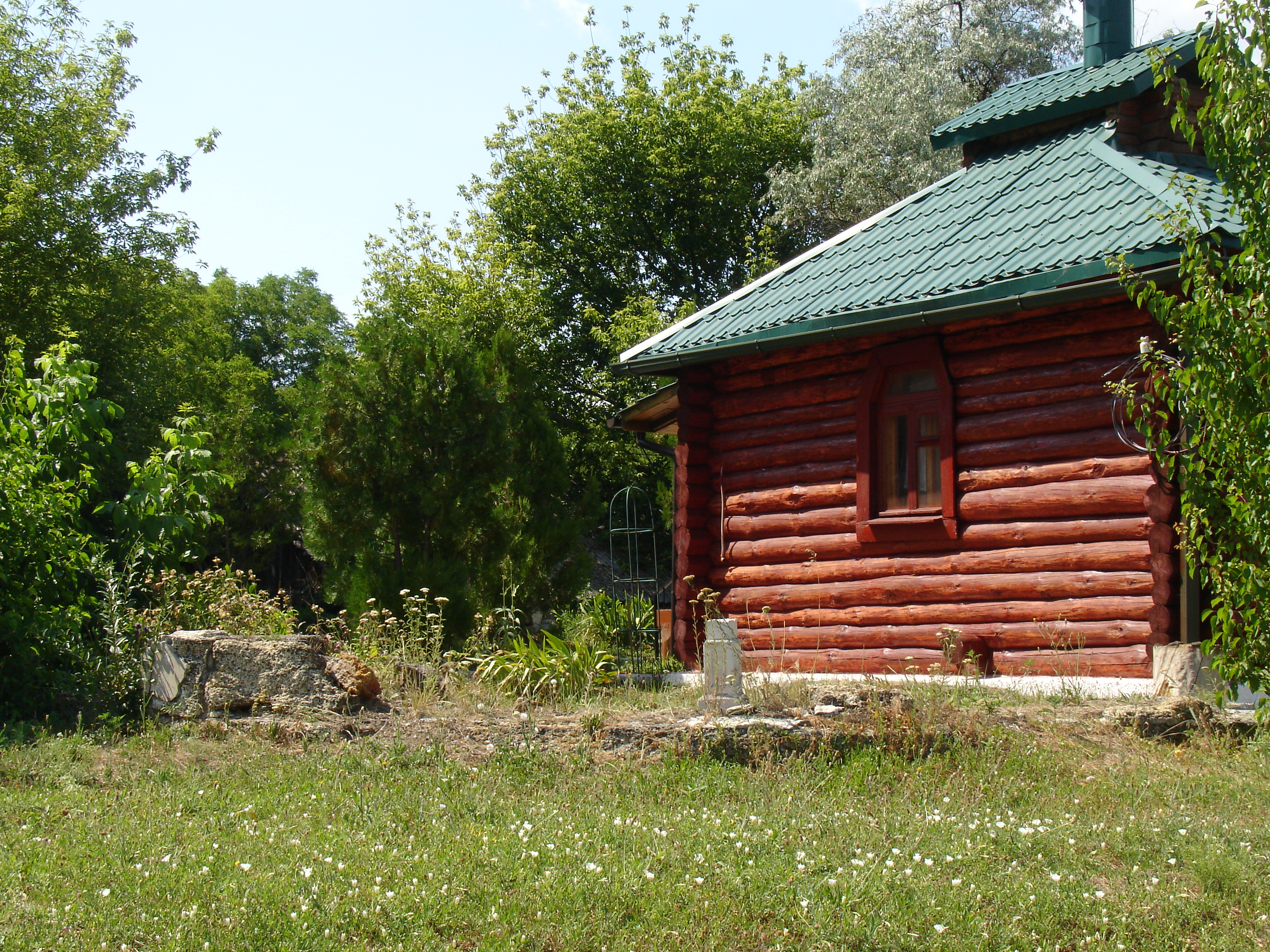
Руины фундамента церкви